# Il bravo di Venezia
Il bravo di Venezia («El bravo de Venecia» en italiano) es una película de aventuras histórica italiana de 1941 dirigida por Carlo Campogalliani y protagonizada por Gustav Diessl, Paola Barbara, Rossano Brazzi y Valentina Cortese.
Se rodó en los Scalera Studios de Roma. Los decorados de la película fueron diseñados por los directores de arte Gustav Abel y Amleto Bonetti. 

## Argumento
Marco Fuser, un forajido, regresa a Venecia después de muchos años. Su hijo, que trabaja en el estudio de un pintor célebre, desconoce la historia de su padre. Arrestado por los hombres del dogo, Marco acepta convertirse en un bravo al servicio del gobernante de la ciudad y matar a sus enemigos. Disfruta de cierto éxito en esto, hasta que descubre que le han encomendado la tarea de matar a su hijo.

## Reparto
- Gustav Diessl como Marco Fuser, el bravo.
- Paola Barbara como Leonora.
- Valentina Cortese como Alina.
- Rossano Brazzi como Guido Fuser.
- Emilio Cigoli como Alvise Guoro.
- Erminio Spalla como Franco.
- Carlo Duse como Mastro Zaccaria.
- Romano Calò como El abogado.
- Giacomo Moschini como El dogo.
- Giulio Paoli como Callisto.
- Cesare Fantoni como Paolo Caliari, el veronés.
- Giuseppe Pierozzi como el cirujano.
- Angelo Dessy como Matteo.
- Pina Gallini como Clotilde, la ama de llaves.
- Achille Majeroni como El inquisidor.
- Giulio Tempesti como Sergio.
- Amina Pirani Maggi como Dama chismosa junto al pozo.
- Emilio Petacci como amigo de Leonora.
- Renato Malavasi como segundo ayuda de cámara de Alvise.
- Alfredo Martinelli como primer ayuda de cámara de Alvise.
- Attilio Dottesio como pintor.
- Giorgio Costantini como Gualtiero.
- Eugenio Duse como sirviente de Leonora.
- Alberto Sordi como ayudante de Veronese.